# Max (comics)
Pour les articles homonymes, voir Max.
 (avril 2019).
Si vous disposez d'ouvrages ou d'articles de référence ou si vous connaissez des sites web de qualité traitant du thème abordé ici, merci de compléter l'article en donnant les références utiles à sa vérifiabilité et en les liant à la section « Notes et références ».
Max ou MAX Comics est un label de comics américain créé en 2001 par la société Marvel Comics, lorsque celle-ci rompt avec le Comics Code Authority. 
Les bandes dessinées proposent un contenu beaucoup plus adulte (violence graphique ou verbale, sexe, thèmes sensibles), que ce que pouvait présenter Marvel jusqu'alors. Les derniers numéros de la marque sont ceux de la série Platoon, parus en 2017.
Le label est fondé par Joe Quesada et Alex Alonso, deux figures de la bande dessinée américaine. Cependant, Stan Lee critique le label car il ne comprend pas l'intérêt de ce genre d'histoires.
Les comics mettent le plus souvent en scène des personnages déjà introduit dans l'univers Marvel classique, mais dans des continuités différentes : les histoires contées n'affectent donc pas la continuité principale. Il y a une volonté de créer des histoires plus indépendantes. 

## En France
Max est publié par Panini Comics. Bien que tous les titres ne possèdent pas le logo Max, ils paraissent en Amérique sous ce label.
Titres parus en France :
- L'Antre de l'Horreur
- Alias
- Cage: Mafia Blues
- Deadpool MAX
- Destroyer: Combat à la Loyale
- Foolkiller : Au Paradis des Fous
- Fury (série)
- Hood (série)
- La Légion des Monstres
- Punisher (séries)
- Shang-Chi: Opération Feu du Ciel
- Starr le Tueur
- Supreme Power (série)
- Thor: Vikings
- Terror Inc.: Plan de Démembrement
- Veuve Noire: Double Jeu
- War is Hell: La Guerre, c'est l'Enfer
- Wisdom: Rudiments de sagesse
- Wolverine MAX
- X-Men Extra: Flamme Ancestrale
- Zombie: La Cavale des Morts
- The Zombie: Simon Garth: La Mort de la Mort
- Zombies Christmas Carol - Un Chant de Noël zombie

## Aux États-Unis
Titres disponibles :
- Alias #1-28
- Apache Skies #1-4
- Black Widow: Pale Little Spider #1-3
- Blade #1-6
- Born #1-4
- Cage #1-5
- Deadpool MAX 1-12
- Dead of Night featuring:
  - the Man-Thing #1-4
  - Devil-Slayer #1-4
  - Werewolf by Night #1-4
- The Destroyer #1-5
- Doctor Spectrum #1-6
- Dominic Fortune #1-4
- The Eternal #1-6
- Fantomex #1-4
- Foolkiller #1-5
- Foolkiller: White Angels #1-5
- Fury #1-6
- Fury: My War Gone By
- Haunt of Horror:
  - Edgar Allan Poe #1-3
  - H. P. Lovecraft #1-3
- Hellstorm: Son of Satan #1-5
- The Hood #1-6
- Howard the Duck #1-6
- The Punisher #1-65;
- Punisher: Frank Castle MAX #66-75
- Punisher: The Platoon #1-6
- Rawhide Kid #1-5
- Shang-Chi: Master of Kung Fu #1-6
- Strange Tales MAX #1-3
- Starr the Slayer #1-4
- Supreme Power #1-18
- Supreme Power: Hyperion #1-5
- Supreme Power: Nighthawk #1-6
- Terror Inc. #1-5
- Terror, Inc. - Apocalypse Soon #1-4
- Thor: Vikings #1-5
- War is Hell: The First Flight of the Phantom Eagle #1-5
- U.S. War Machine #1-12 et U.S. War Machine 2.0 #1-3
- Wisdom #1-6
- Wolverine MAX #1-15
- X-Men: Phoenix - Legacy of Fire #1-3
- Zombie #1-4 et Zombie: Simon Garth